# Destination X
Destination X è stato uno degli eventi in pay per view (PPV) della federazione di wrestling Total Nonstop Action realizzati in parte nel mese di marzo (dal 2005 al 2010) ed in parte nel mese di luglio (dal 2011 al 2014 e nel 2016) mentre l'evento del 2015 è stato trasmesso nel mese di giugno. 
 
Negli anni seguenti è diventato un evento trasmesso come puntata speciale di Impact Wrestling ed in formato 'free' dalle emittenti Spike TV (2013 e 2014) e Destination America (2015).
Sin dalle origini la TNA ha puntato sui lottatori leggeri e dando il nome X Division alla categoria mise però come prima regola della stessa quella che diceva che nessun lottatore doveva avere limiti di peso (e Samoa Joe ne fu un esempio).
Questo evento fu quindi il più importante nei confronti di chi aspirasse al titolo TNA X Division Championship, tra l'altro già esistente (anche se con denominazione diversa) prima che questo evento avesse la sua prima edizione.

## Edizioni in PPV
| Evento               | Data           | Città                | Sede          | Main event |
| -------------------- | -------------- | -------------------- | ------------- | --- |
| Destination X (2005) | 13 marzo 2005  | Orlando, Stati Uniti | Impact Zone   | Jeff Jarrett (c) vs Diamond Dallas Page in un Ringside Revenge match (Lumberjack match) per il titolo NWA World Heavyweight Championship                |
| Destination X (2006) | 12 marzo 2006  | Orlando, Stati Uniti | Impact Zone   | Christian Cage (c) vs Monty Brown per il titolo NWA World Heavyweight Championship                                                                      |
| Destination X (2007) | 11 marzo 2007  | Orlando, Stati Uniti | Impact Zone   | Christian Cage (c) vs Samoa Joe per il titolo NWA World Heavyweight Championship                                                                        |
| Destination X (2008) | 9 marzo 2008   | Norfolk, Stati Uniti | Norfolk Scope | The Unlikely Alliance (Christian Cage, Kevin Nash e Samoa Joe) vs. The Angle Alliance (Kurt Angle, A.J. Styles e Tomko) in un Six-man tag team match    |
| Destination X (2009) | 15 marzo 2009  | Orlando, Stati Uniti | Impact Zone   | Sting (c) vs Kurt Angle per il titolo TNA World Heavyweight Championship con Jeff Jarrett come Special Referee e Mick Foley come Special Guest Enforcer |
| Destination X (2010) | 21 marzo 2010  | Orlando, Stati Uniti | Impact Zone   | A.J. Styles (c) vs Abyss per il titolo TNA World Heavyweight Championship                                                                               |
| Destination X (2011) | 10 luglio 2011 | Orlando, Stati Uniti | Impact Zone   | A.J. Styles vs. Christopher Daniels |
| Destination X (2012) | 8 luglio 2012  | Orlando, Stati Uniti | Impact Zone   | Bobby Roode (c) vs Austin Aries per il titolo TNA World Heavyweight Championship                                                                        |
|                      |                |                      |               | Note riassuntive di tutte le edizioni (c) = campione in carica al momento dell'inizio del match                                                         |

## Edizioni Successive
| Evento                                 | Data           | Città                   | Sede                              | Main event |
| -------------------------------------- | -------------- | ----------------------- | --------------------------------- | --- |
| Impact Wrestling: Destination X (2013) | 18 luglio 2013 | Louisville, Stati Uniti | Broadbent Arena                   | Bully Ray (c) vs Chris Sabin per il titolo TNA World Heavyweight Championship                                                                                       |
| Impact Wrestling: Destination X (2014) | 31 luglio 2014 | New York, Stati Uniti   | Grand Ballroom (Manhattan Center) | Lashley (c) vs Austin Aries per il titolo TNA World Heavyweight Championship                                                                                        |
| Impact Wrestling: Destination X (2015) | 10 giugno 2015 | Orlando, Stati Uniti    | Impact Wrestling Zone             | Kurt Angle (c) vs. Austin Aries per il titolo TNA World Heavyweight Championship                                                                                    |
| Impact Wrestling: Destination X (2016) | 12 luglio 2016 | Orlando, Stati Uniti    | Impact Wrestling Zone             | Lashley (c) vs. Eddie Edwards (c) in un Title vs. title match per i titoli TNA World Heavyweight Championship (Lashley) ed il TNA X Division Championship (Edwards) |
| Impact Wrestling: Destination X (2017) | 17 agosto 2017 | Orlando, Stati Uniti    | Impact Wrestling Zone             | Sonjay Dutt Vs. Trevor Lee (c) in un Ladder match per il titolo GFW X Division Championship                                                                         |
|                                        |                |                         |                                   | Note riassuntive di tutte le edizioni (c) = campione in carica al momento dell'inizio del match                                                                     |